# Le Détroit
Le Détroit est une commune française située dans le département du Calvados en région Normandie, peuplée de 92 habitants.

## Géographie
La commune du Détroit se trouve dans le sud du département du Calvados. Elle est située à la limite de la Suisse normande.
| Pont-d'Ouilly                      | Tréprel    | Pierrepont                 |
| Pont-d'Ouilly                      | du Détroit | Pierrepont                 |
| Pont-d'Ouilly, Le Mesnil-Villement | Rapilly    | Les Loges-Saulces, Rapilly |

### Hydrographie
La commune est située dans le bassin Seine-Normandie. Elle est drainée par le ruisseau du Val la Here, le ruisseau du Val d'Anis, le fossé 02 de la Bruyère, le fossé 01 du Petit Curebois, le fossé 01 du Moulin des Loges, le fossé 01 du Beau du Douit, le ruisseau du Val Corbel et le ruisseau de la Boullonnière,,.

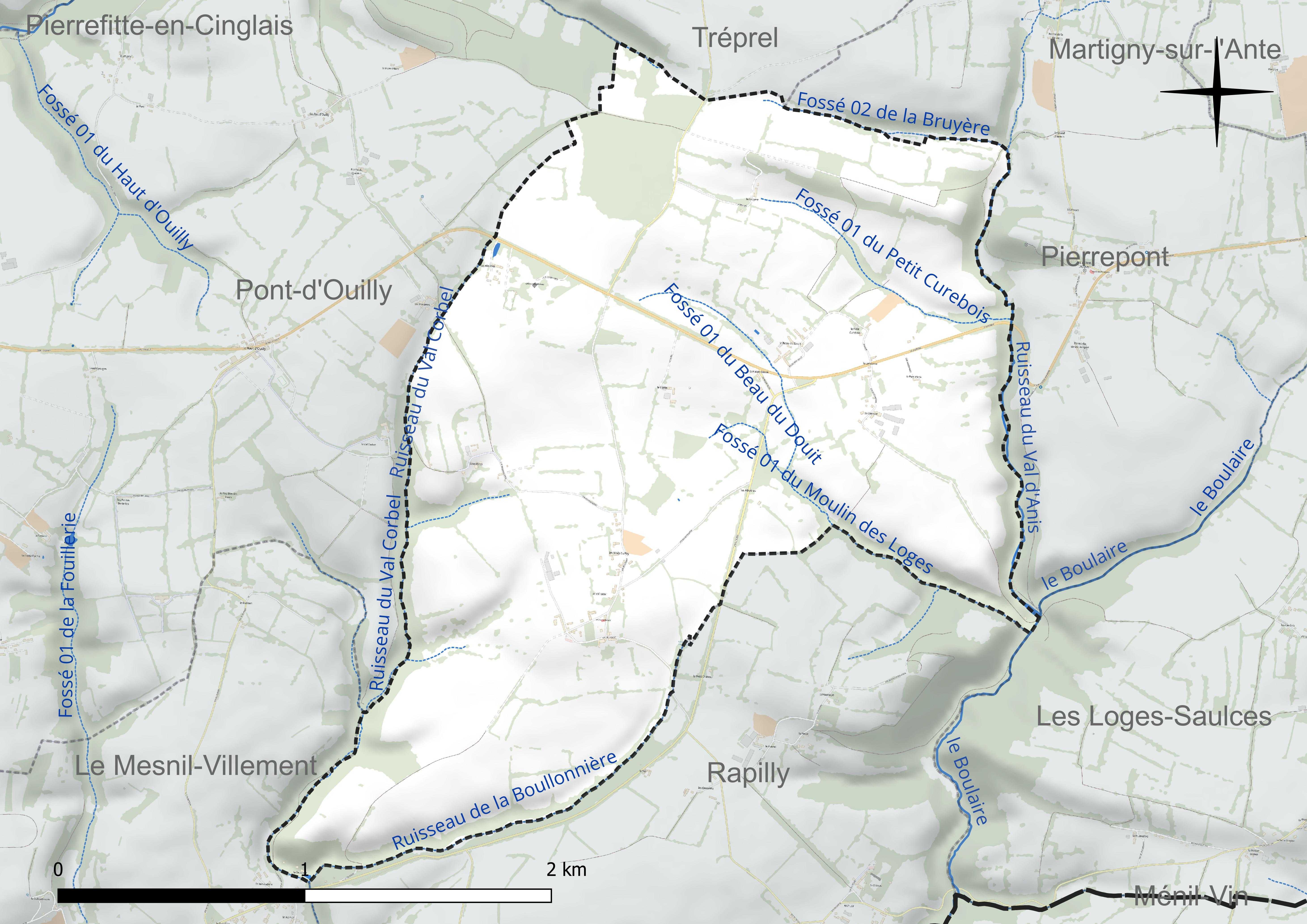
Réseau hydrographique du Le Détroit.

### Climat
Pour des articles plus généraux, voir Climat de la Normandie et Climat du Calvados.
En 2010, le climat de la commune est de type climat océanique altéré, selon une étude du CNRS s'appuyant sur une série de données couvrant la période 1971-2000. En 2020, Météo-France publie une typologie des climats de la France métropolitaine dans laquelle la commune est exposée à un climat océanique et est dans la région climatique Normandie (Cotentin, Orne), caractérisée par une pluviométrie relativement élevée (850 mm/a) et un été frais (15,5 °C) et venté. Parallèlement le GIEC normand, un groupe régional d'experts sur le climat, différencie quant à lui, dans une étude de 2020, trois grands types de climats pour la région Normandie, nuancés à une échelle plus fine par les facteurs géographiques locaux. La commune est, selon ce zonage, exposée à un « climat contrasté des collines », correspondant au Bocage normand, bien arrosé, voire très arrosé sur les reliefs les plus exposés au flux d'ouest, et frais en raison de l'altitude.
Pour la période 1971-2000, la température annuelle moyenne est de 10,1 °C, avec  une amplitude thermique annuelle de 13 °C. Le cumul annuel moyen de précipitations est de 893 mm, avec 12,9 jours de précipitations en janvier et 8 jours en juillet. Pour la période 1991-2020, la température moyenne annuelle observée sur la station météorologique la plus proche, située sur la commune de Pierrefitte-en-Cinglais à 5 km à vol d'oiseau, est de 11,2 °C et le cumul annuel moyen de précipitations est de 806,5 mm,. Pour l'avenir, les paramètres climatiques de la commune estimés pour 2050 selon différents scénarios d'émission de gaz à effet de serre sont consultables sur un site dédié publié par Météo-France en novembre 2022.

## Urbanisme

### Typologie
Au 1er janvier 2024, Le Détroit est catégorisée commune rurale à habitat très dispersé, selon la nouvelle grille communale de densité à 7 niveaux définie par l'Insee en 2022.
Elle est située hors unité urbaine. Par ailleurs la commune fait partie de l'aire d'attraction de Caen, dont elle est une commune de la couronne,. Cette aire, qui regroupe 296 communes, est catégorisée dans les aires de 200 000 à moins de 700 000 habitants,.

### Occupation des sols
L'occupation des sols de la commune, telle qu'elle ressort de la base de données européenne d'occupation biophysique des sols Corine Land Cover (CLC), est marquée par l'importance des territoires agricoles (88 % en 2018), une proportion identique à celle de 1990 (88 %). La répartition détaillée en 2018 est la suivante : 
terres arables (43 %), prairies (39,5 %), forêts (12 %), zones agricoles hétérogènes (5,6 %). L'évolution de l'occupation des sols de la commune et de ses infrastructures peut être observée sur les différentes représentations cartographiques du territoire : la carte de Cassini (XVIIIe siècle), la carte d'état-major (1820-1866) et les cartes ou photos aériennes de l'IGN pour la période actuelle (1950 à aujourd'hui).

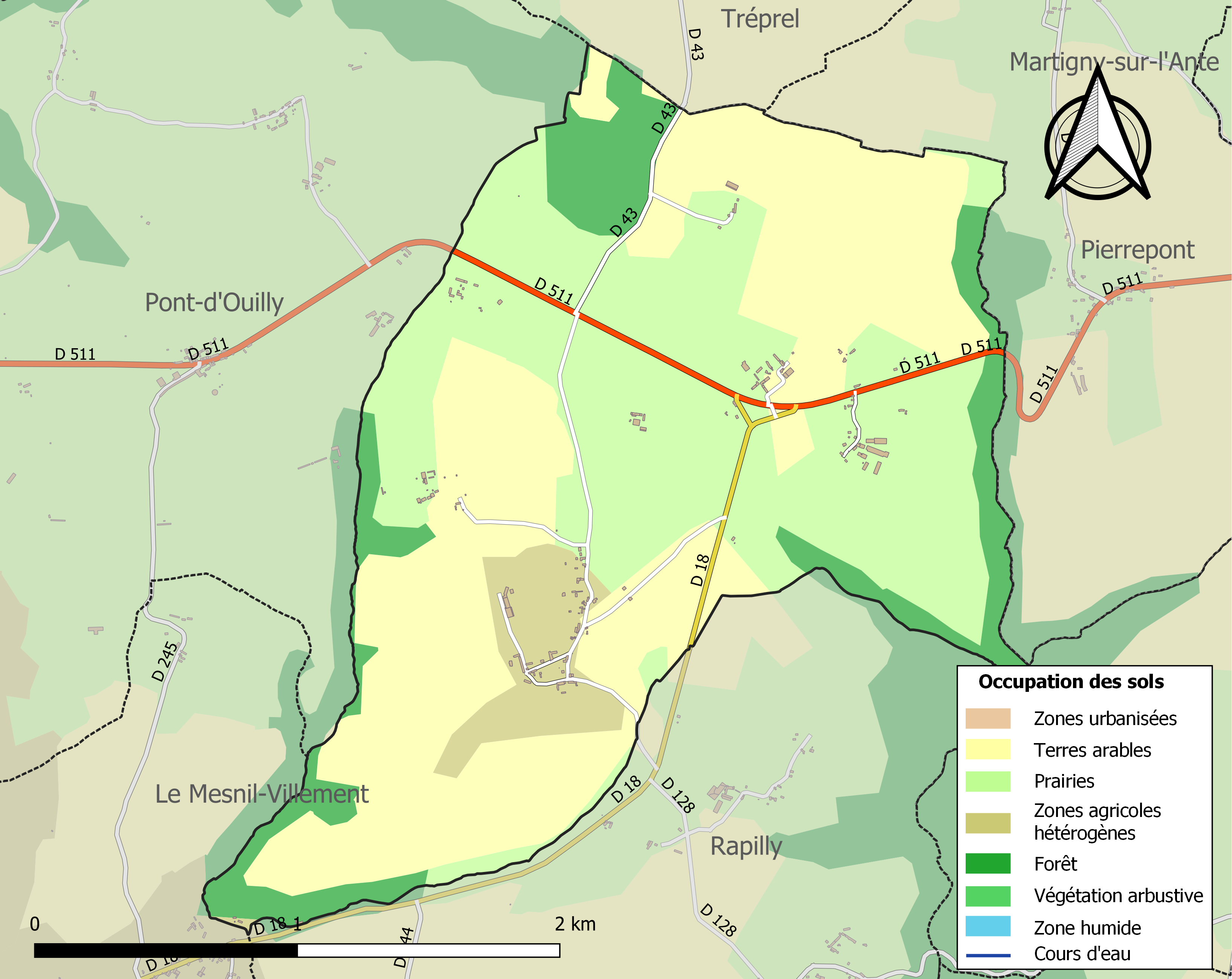
Carte des infrastructures et de l'occupation des sols de la commune en 2018 (CLC).

## Toponymie
Le nom de la localité est attesté sous la forme Ouilly le Destroit au XVIIe siècle[réf. nécessaire], Le Detroit en 1793.

## Politique et administration
| Période                                  | Période   | Identité      | Étiquette | Qualité     |
| ---------------------------------------- | --------- | ------------- | --------- | ----------- |
| 1965                                     | mars 2001 | Jean Esnault  | SE        | Agriculteur |
| mars 2001                                | mai 2020  | Claude Désert | SE        | Tapissier   |
| mai 2020                                 | En cours  | Gilbert Dufay | SE        |             |
| Les données manquantes sont à compléter. |           |               |           |             |

Le conseil municipal est composé de sept membres dont le maire et deux adjoints.

## Démographie
L'évolution du nombre d'habitants est connue à travers les recensements de la population effectués dans la commune depuis 1793. Pour les communes de moins de 10 000 habitants, une enquête de recensement portant sur toute la population est réalisée tous les cinq ans, les populations de référence des années intermédiaires étant quant à elles estimées par interpolation ou extrapolation. Pour la commune, le premier recensement exhaustif entrant dans le cadre du nouveau dispositif a été réalisé en 2007.
En 2022, la commune comptait 92 habitants, en évolution de +4,55 % par rapport à 2016 (Calvados : +1,58 %, France hors Mayotte : +2,11 %).
| 1793 | 1800 | 1806 | 1821 | 1831 | 1836 | 1841 | 1846 | 1851 |
| ---- | ---- | ---- | ---- | ---- | ---- | ---- | ---- | ---- |
| 316  | 276  | 352  | 406  | 282  | 314  | 247  | 260  | 294  |

| 1856 | 1861 | 1866 | 1872 | 1876 | 1881 | 1886 | 1891 | 1896 |
| ---- | ---- | ---- | ---- | ---- | ---- | ---- | ---- | ---- |
| 274  | 305  | 278  | 243  | 213  | 204  | 183  | 169  | 171  |

| 1901 | 1906 | 1911 | 1921 | 1926 | 1931 | 1936 | 1946 | 1954 |
| ---- | ---- | ---- | ---- | ---- | ---- | ---- | ---- | ---- |
| 143  | 161  | 155  | 123  | 114  | 113  | 120  | 121  | 130  |

| 1962 | 1968 | 1975 | 1982 | 1990 | 1999 | 2006 | 2007 | 2012 |
| ---- | ---- | ---- | ---- | ---- | ---- | ---- | ---- | ---- |
| 104  | 99   | 83   | 76   | 82   | 90   | 87   | 87   | 90   |

| 2017 | 2022 | - | - | - | - | - | - | - |
| ---- | ---- | - | - | - | - | - | - | - |
| 87   | 92   | - | - | - | - | - | - | - |

## Économie
La commune est comprise dans le territoire d'autorisation de produire l'IGP calvados (vins). Cette faculté n'est pas utilisée en 2020.

## Culture locale et patrimoine

### Lieux et monuments
- Église Saint-Laurent.

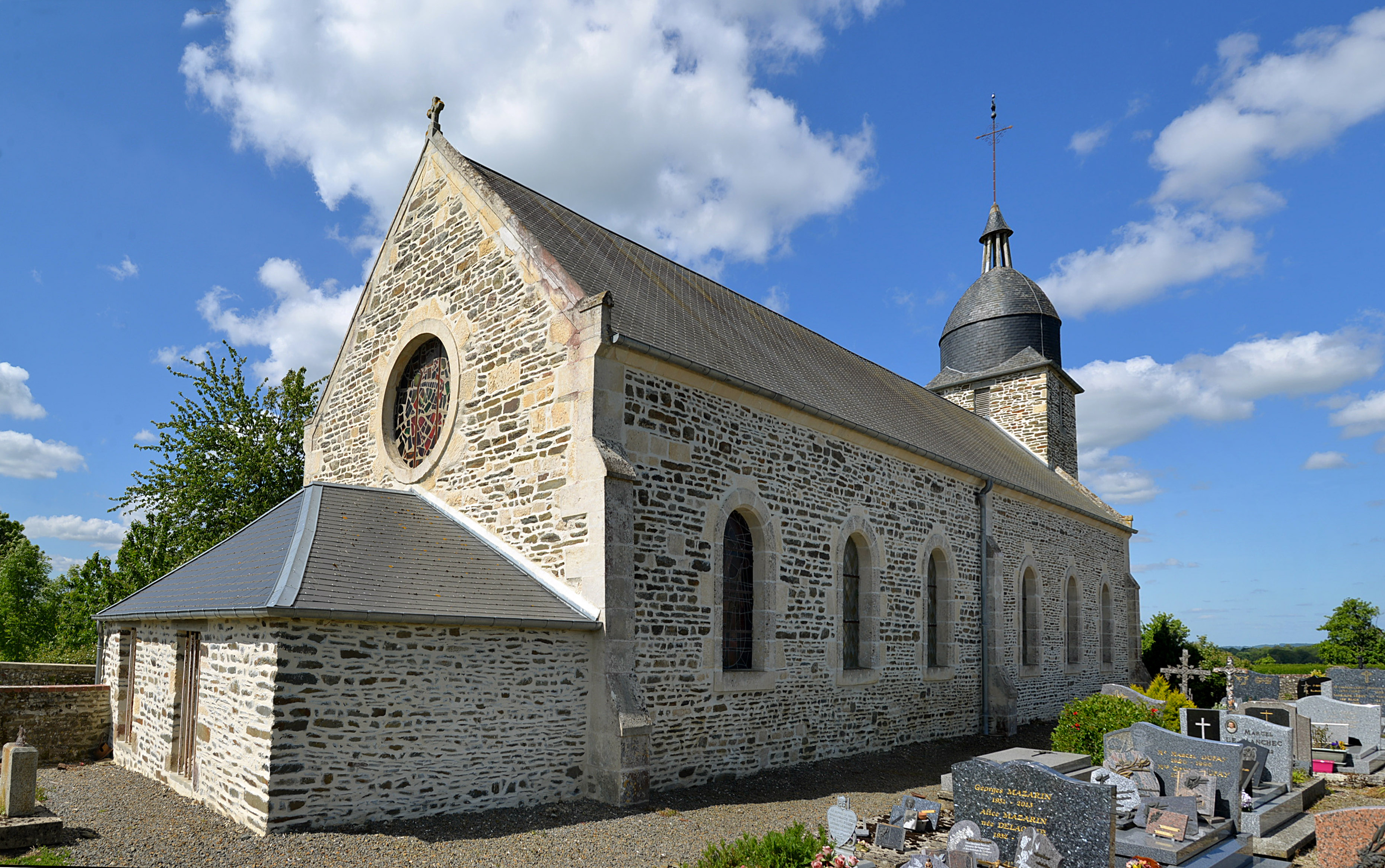
L'église Saint-Laurent.
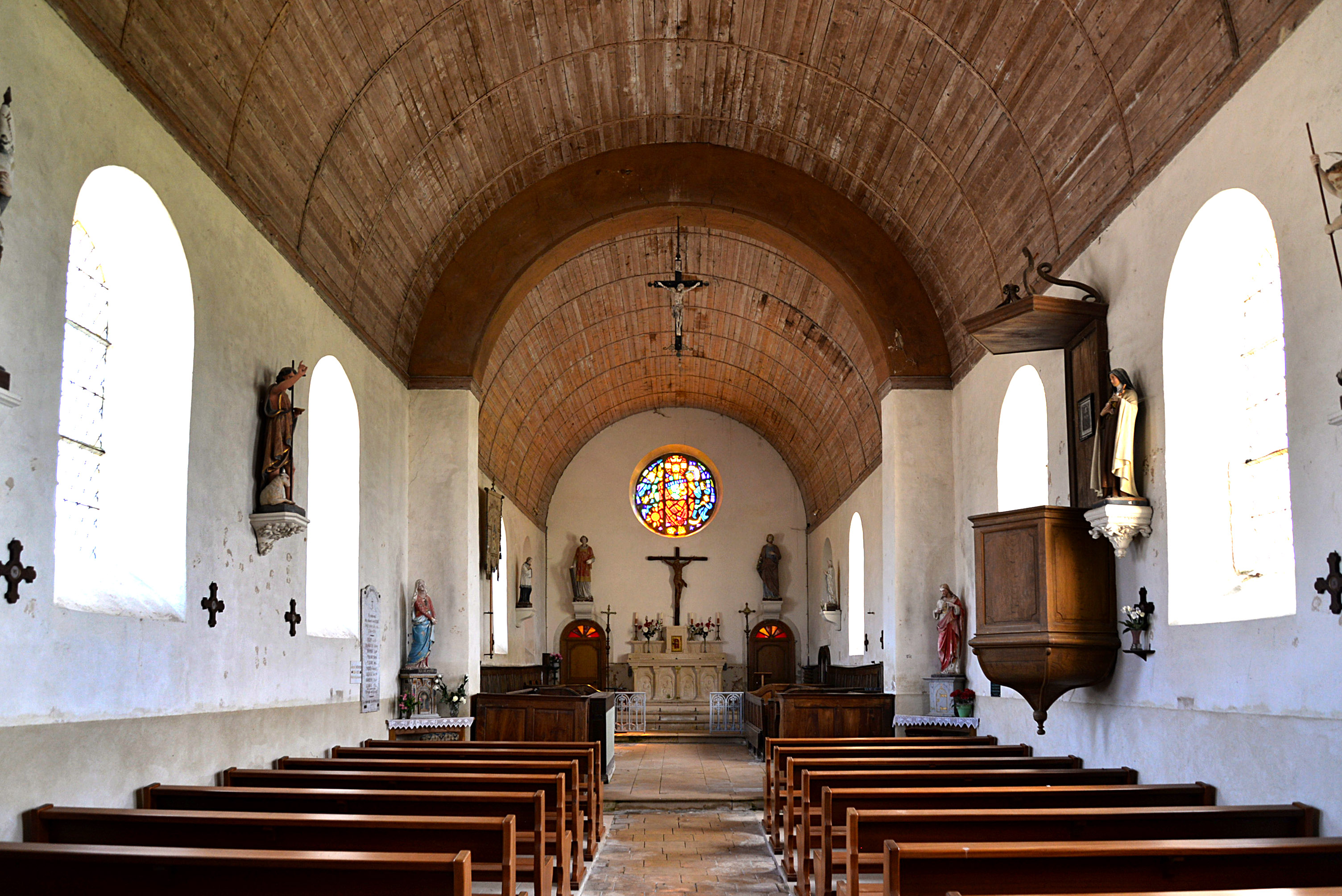
La nef de l'église Saint-Laurent.
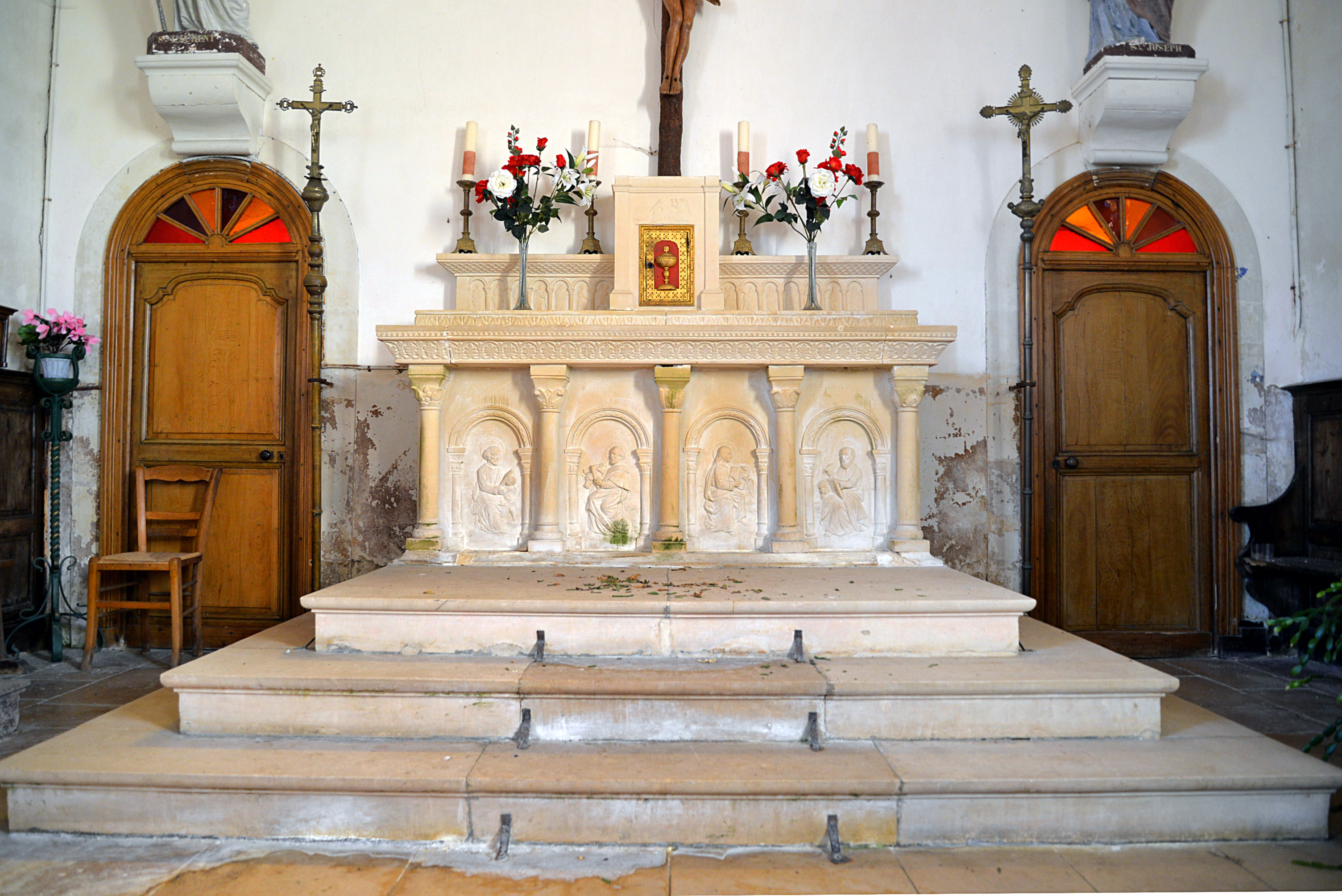
Le maître-autel de l'église Saint-Laurent.
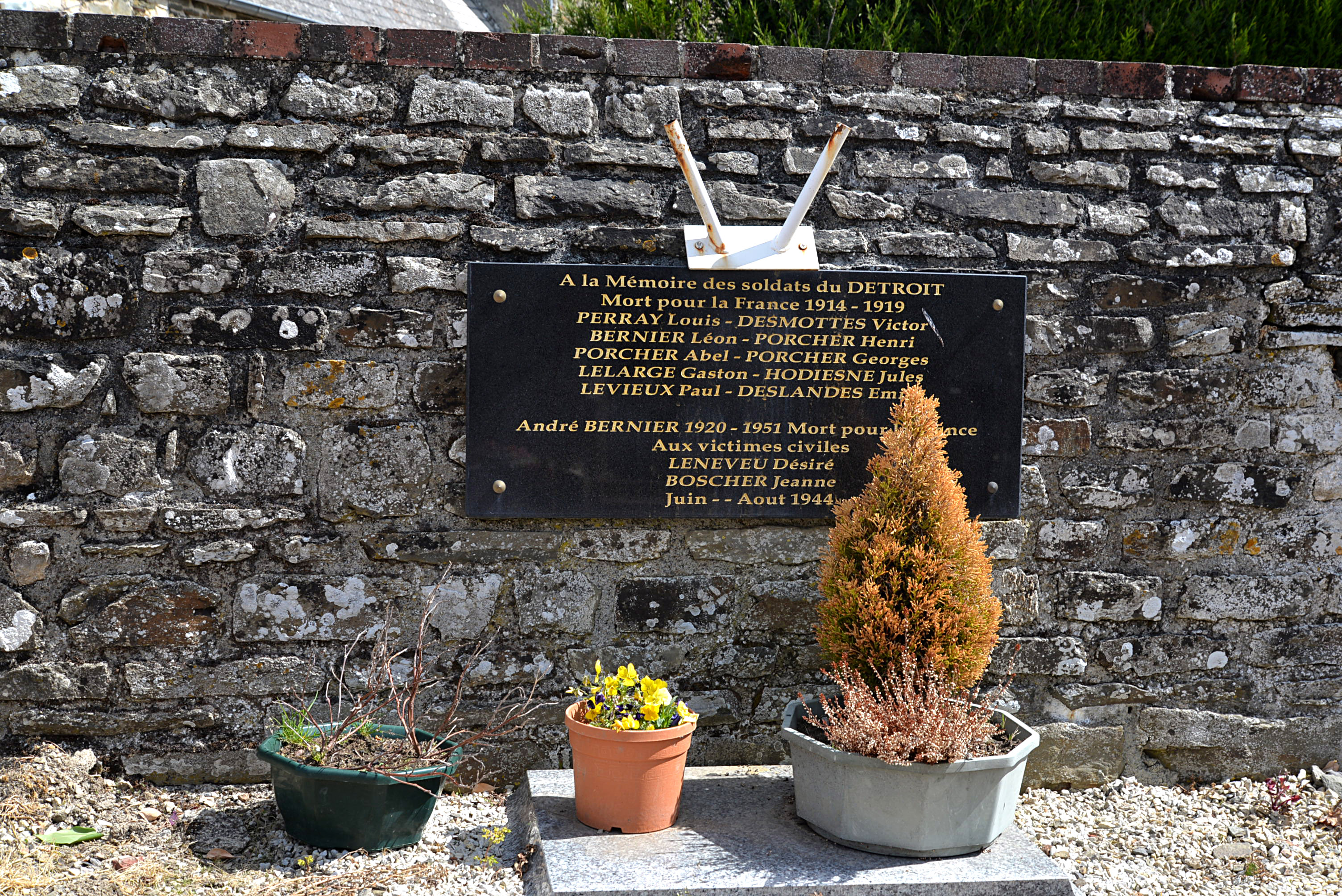
Plaque commémorative sur le mur du cimetière.

### Personnalités liées à la commune
- Bernard Hébert (1921-1984), résistant, haut fonctionnaire et homme politique, y est inhumé.

### Héraldique
| Blason de Détroit (Le) | Blason  | De sinople au gousset d'argent chargé en chef d'un gril de gueules, la poignée en bas, accosté de deux gerbes de blé d'or liées de gueules. |
| Blason de Détroit (Le) | Détails | Le statut officiel du blason reste à déterminer.                                                                                            |